# Milena Šmejcová
Milena Šmejcová (7. března 1894 Žižkov – 1986) byla československá politička a meziválečná i poválečná poslankyně Národního shromáždění za Československou stranu národně socialistickou.

## Biografie
V parlamentních volbách v roce 1929 získala poslanecké křeslo v Národním shromáždění. V parlamentu usedla i po parlamentních volbách v roce 1935. Mandát ale získala až dodatečně, v prosinci 1935, jako náhradnice poté, co na poslanecký post rezignoval Edvard Beneš (kvůli zvolení do funkce prezidenta republiky). Mandát si oficiálně podržela do zrušení parlamentu roku 1939. Ještě krátce předtím, v prosinci 1938, přestoupila do poslaneckého klubu nově zřízené Strany národní jednoty. Profesí byla ženskou tajemnicí. Bydlela v Praze.
Zastávala funkci ústřední tajemnice národně socialistických žen. V roce 1929 se uvádí, že její manžel byl tajemníkem klubu národně socialistických poslanců. Šlo o novináře a politika Gustava Šmejce (narozen 1887).
6. března 1940 byla členkou delegace, v níž se účastnila i Marie Tumlířová, která jednala s prezidentem Protektorátu Čechy a Morava Emilem Háchou o roli žen v Národním souručenství.
Po osvobození v letech 1946-1948 byla členkou Ústavodárného Národního shromáždění za národní socialisty.